# Dork's Dilemma
Dork's Dilemma, scritto Dork's Dilemma? solo in copertina, è un videogioco d'azione pubblicato nel 1985 per Commodore 16 dalla Gremlin Graphics. Il protagonista è una creaturina aliena che deve eliminare i nemici piazzando bombe che esplodono a tempo.
L'editor di livelli usato a suo tempo dallo sviluppatore del gioco è stato poi divulgato come freeware per Commodore 16.

## Trama
L'alieno Dork è precipitato su un pianeta sconosciuto e quando si riprende scopre che gli Zobwat, piccole oscure creature del luogo, hanno rubato pezzi della sua astronave e li hanno nascosti nel labirinto sotterraneo dove vivono. Dork li deve recuperare, affrontando gli Zobwat armato solo di bombe a miccia corta.
Secondo l'autore, il "dilemma" del titolo è scegliere dove rifugiarsi prima che la bomba esploda.

## Modalità di gioco
Il giocatore controlla Dork, mostrato come un guscio rotolante dal quale esce la testa solo quando si ferma, e può muoverlo nelle quattro direzioni dentro schermate singole. Gli ambienti sono semplici labirinti di muri di mattoni e pareti luminescenti, con disposizioni simmetriche.
Ci sono 25 livelli con conformazioni tutte differenti, che costituiscono le 25 stanze del sotterraneo. Ogni partita inizia da una stanza diversa.
Nella stanza si aggirano gli Zobwat, di aspetto diverso a seconda del livello. I nemici inseguono Dork, ma non gli vanno mai direttamente addosso; caratteristica abbastanza insolita, cercano di intrappolarlo piuttosto che di ucciderlo. Dork perde una vita se va addosso a uno Zobwat di propria iniziativa, mentre loro al massimo gli arrivano accanto. Tendono a circondarlo negli angoli e nei vicoli ciechi.
Per distruggere gli Zobwat, Dork è armato di bombe con miccia. Può posizionare una bomba nel punto in cui si trova e dopo pochi istanti la bomba esplode, eliminando nel raggio dell'esplosione tutti gli Zobwat e anche Dork stesso, se non si allontana in fretta in una zona sicura.
La forma e ampiezza dell'esplosione è diversa a seconda della disposizione circostante di muri o spazi vuoti. Il piazzamento delle bombe dà un'importante componente strategica al gioco.
Le bombe sono in scorta illimitata, ma si usano una alla volta e dopo l'esplosione ci vuole qualche secondo prima che sia disponibile la successiva.
Gli Zobwat entrano in scena solo un po' alla volta e vengono rimpiazzati man mano che muoiono. Per completare un livello bisogna distruggerne almeno il numero indicato nell'area informativa, che inizialmente è 10.
In ogni stanza si trova un pezzo dell'astronave intrappolato a centro schermo che, al completamento dell'obiettivo, viene trasferito in un piccolo puzzle posto nell'area informativa sulla destra dello schermo.
Dork può usare una delle uscite ai lati della stanza per spostarsi in un'altra. Nell'area informativa è presente una minimappa di tutte le stanze, disposte 5x5, che mostra dove si trova attualmente Dork, inclusa la sua posizione esatta all'interno della stanza. Se però si esce prima di aver raggiunto l'obiettivo non si otterrà il pezzo dell'astronave e il conteggio dei nemici da uccidere in quella stanza ripartirà da capo.
Se si rientra in una stanza già completata la si trova quasi vuota e non occorre fare nulla.
Alla fine, oltre a completare tutte le stanze e recuperare tutti i pezzi, si deve anche comporre correttamente il puzzle.
In ogni momento durante il gioco, premendo un tasto, si può accedere al controllo del puzzle per spostare i pezzi. Ogni pezzo diventa bianco quando si trova nella casella giusta.
Se si completa il puzzle si ricomincia tutto da capo, ma stavolta i nemici sono più veloci e in ogni stanza se ne devono eliminare 15 anziché 10.

## Sviluppo
Dork's Dilemma venne ideato fin dall'inizio come un gioco esclusivo per Commodore 16, vedendo come una nuova opportunità quel computer che era uscito da poco. Tuttavia la programmazione e l'assemblaggio vennero fatti sul Commodore 64, dove l'autore Anthony J. Clarke e il suo collega Jason Perkins avevano un sistema per trasferire via cavo il software sul Commodore 16 per eseguirlo. In seguito passarono a trasferirlo via floppy disk.
Dai file originali di Clarke, recuperati molti anni dopo, è stata ricavata e divulgata una conversione per Commodore 64 del gioco, funzionante ma priva del sonoro.

## Accoglienza
In un primo periodo dopo il lancio del Commodore 16 i giochi pubblicati erano generalmente conversioni poco entusiasmanti di giochi già usciti per Commodore 64, ma poi arrivò una seconda ondata di nuovi giochi originali interessanti specifici per il Commodore 16, e Dork's Dilemma era uno di questi.
La stampa di settore di solito lo valutò molto positivamente. Alcune riviste diedero giudizi medi, ma trovandolo comunque originale e interessante. Commodore User invece fu poco ispirata (voto 2/5), pur non trovando specifici difetti da evidenziare.